# Exechonella brasiliensis
Exechonella brasiliensis är en mossdjursart som beskrevs av Canu och Bassler 1928. Exechonella brasiliensis ingår i släktet Exechonella och familjen Exechonellidae. Inga underarter finns listade i Catalogue of Life.